# Copa Intercontinental Sub-20 de 2024
A Copa Intercontinental Sub-20 de 2024 (português brasileiro) ou Taça Intercontinental Sub-20 de 2024 (português europeu) foi a terceira edição da Copa Intercontinental Sub-20 da UEFA–CONMEBOL, uma partida de futebol organizada pela Confederação Sul-Americana de Futebol (CONMEBOL) e pela União das Associações Europeias de Futebol (UEFA) entre os vencedores da Copa Libertadores Sub-20 e da Liga Jovem da UEFA. A CONMEBOL é responsável pela organização principal desta edição.
A partida única foi disputada, em 24 de agosto de 2024, no Estádio do Maracanã, no Rio de Janeiro, no Brasil, entre o time brasileiro Flamengo, campeão da Copa Libertadores Sub-20 de 2024, e o time grego Olympiacos, campeão da Liga Jovem da UEFA de 2023–24.

## Equipes
| Clube      | Classificação                               |
| ---------- | ------------------------------------------- |
| Flamengo   | Campeão da Copa Libertadores Sub-20 de 2024 |
| Olympiacos | Campeão da Liga Jovem da UEFA de 2023–24    |

## Partida
| 24 de agosto  | Flamengo                              | 2 – 1                      | Olympiacos          | Estádio do Maracanã, Rio de Janeiro         |
| 16:00 (UTC−3) | Caio Garcia 73' · Felipe Teresa 90+2' | Relatório (UEFA) Soccerway | A. Liatsikouras 54' | Público: 31 237 Árbitro: VEN Yender Herrera |

| Flamengo | Olympiacos |

| G           | 1  | Dyogo Alves       |  |     |
| LD          | 2  | Daniel Sales      |  | 86' |
| Z           | 3  | Iago              |  |     |
| Z           | 4  | João Victor       |  |     |
| LE          | 6  | Zé Welinton       |  | 61' |
| M           | 5  | Rayan Lucas       |  |     |
| M           | 17 | João Alves        |  | 61' |
| M           | 7  | Guilherme Gomes   |  | 65' |
| A           | 10 | Matheus Gonçalves |  |     |
| A           | 9  | Wallace Yan       |  |     |
| A           | 11 | Shola Ogundana    |  | 86' |
| Substitutos |    |                   |  |     |
| G           | 20 | Lucas Furtado     |  |     |
| G           | 22 | Caio Barone       |  |     |
| Z           | 13 | Gusttavo          |  |     |
| Z           | 14 | Da Mata           |  | 86' |
| Z           | 15 | Carbone           |  |     |
| Z           | 23 | Lucyan            |  |     |
| M           | 8  | Caio Garcia       |  | 61' |
| M           | 16 | Jean Carlos       |  | 61' |
| A           | 18 | Adriel            |  | 86' |
| A           | 23 | Victor Silva      |  |     |
| A           | 21 | Felipe Teresa     |  | 65' |
| Treinador   |    |                   |  |     |
| Filipe Luís |    |                   |  |     |

| G                     | 1  | Nikolaos Botis        |     |
| Z                     | 24 | Antonis Dama          |     |
| Z                     | 4  | Isidoros Koutsidis    |     |
| Z                     | 21 | Vasilios Prekates     |     |
| M                     | 6  | Argyrios Liatsikouras |     |
| M                     | 23 | Theofanis Bakoulas    | 68' |
| M                     | 8  | Christos Mouzakitis   |     |
| M                     | 3  | Nektarios Alafakis    |     |
| A                     | 10 | Antonis Papakanellos  |     |
| A                     | 9  | Charalampos Kostoulas |     |
| A                     | 11 | Stavros Pnevmonidis   |     |
| Substitutos           |    |                       |     |
| G                     | 15 | Alexandros Exarchos   |     |
| G                     | 28 | Georgios Kouraklis    |     |
| Z                     | 2  | Georgios Koutsopoulos |     |
| Z                     | 5  | Vasilios Karkatsalis  |     |
| Z                     | 17 | Paraskevas Plionis    |     |
| Z                     | 25 | Ilias Panagakos       |     |
| Z                     | 26 | Giannis Rolakis       |     |
| M                     | 7  | Konstantin Plish      |     |
| M                     | 12 | Paschalis Toufakis    |     |
| M                     | 18 | Christos Ligdas       |     |
| M                     | 20 | Nikolaos Lolis        |     |
| A                     | 14 | Alexandros Tzamalis   |     |
| Treinador             |    |                       |     |
| Sotiris Silaidopoulos |    |                       |     |

| Bandeirinhas: VEN Alberto Ponte VEN Migdalia Rodríguez Quarto árbitro: ECU Bryan Loayza Árbitro assistente de vídeo (VAR): ECU Carlos Orbe Assistente do VAR: ECU Mónica Amboya | Regras da partida: - 90 minutos - Sem prorrogação - Disputa por pênaltis em caso de empate após os 90 minutos - Máximo de 11 substitutos - Máximo de cinco substituições em três paradas (exceto o intervalo entre os tempos) |

## Premiação
| Copa Intercontinental Sub-20 de 2024 |
| Brasil                               |
| ------------------------------------ |
| FLAMENGO Campeão (1.º título)        |